# Zaanstad
Zaanstad  è un comune dei Paesi Bassi di 147 141 abitanti (2011), facente parte della provincia dell'Olanda Settentrionale e situato nella regione della Zaan (Zaanstreek).
Zaanstad è la quindicesima città dei Paesi Bassi per popolazione. Il comune è stato istituito nel 1974 dalla fusione di sette centri abitati, fra i quali Zaandam.
Questa caratteristica rende Zaanstad unica: la dinamicità della città, la tranquillità dei villaggi, i canali e le vaste aree verdi si alternano nel suo paesaggio. Questa regione ha una tradizione industriale da più di quattrocento anni, con molti monumenti industriali lungo il fiume Zaan come testimoni silenziosi. Il fiume Zaan è sempre stato di vitale importanza per Zaanstad, non per caso, se la città e il comune si sviluppa sulle rive del fiume stesso. Quando Amsterdam si è sviluppata come centro commerciale ed economico (a livello globale) nel XVII secolo, la regione di Zaan si è sviluppata parallelamente creando questa vasta area economica. I prodotti della graffetta immagazzinati ad Amsterdam sono stati raffinati qui. Non meno di mille mulini a vento industriali sono stati costruiti nella regione dello Zaan a questo scopo. Nell'ultimo trimestre del XIX secolo, è iniziato un nuovo periodo di prosperità per la zona dello Zaan.
A Zaanstad, circa il 22% della popolazione ancora lavora nell'industria. L'industria alimentare (la grande industria cacao) è ancora prominente e Forbo Krommenie è il più grande fornitore del mondo di linoleum. Anche la multinazionale Ahold ha la sede a Zaandam, località che ospita molti nuovi uffici nelle vicinanze della stazione ferroviaria. Questi sono stati occupati da tantissime aziende che vengono da altre regioni, essendosi Zaanstad trasformata in un centro vitale per l'economia regionale e per il mercato di lavoro.
Come città industriale, Zaanstad ha molti distretti prebellici e del dopoguerra. Nei decenni recenti, gli alloggi nuovi sono diventati più spaziosi e lussuosi.
Il presupposto di base nel progettare nuove abitazioni sta nel riprendere l'atmosfera caratteristica della città storica lungo il fiume. L'industria del turismo sta diventando ogni giorno più importante. Il fascino di Zaanstad risiede nella relativa varietà. Ciò che attrae maggiormente i turisti sono i monumenti industriali, l'agglomerazione urbana e lo Zaanse Schans, che mostra come si viveva nei villaggi nelle vicinanze dello Zaan fino a cento anni fa. Nelle vicinanze immediate dello Zaanse Schans, si trova il museo dello Zaan.
Per un visitatore, la regione di Zaan ha molto da offrire. Oltre alle tante attrattive della città ci sono molte cose da vedere nei dintorni della regione: le cittadine ed i villaggi lungo lo Zuiderzee, il litorale, la zona della duna ed Amsterdam.
Zaandam sta ulteriormente cambiando il suo aspetto grazie a alcuni progetti per migliorare e abbellire la città stessa (come nuovi quartieri, stazione centrale).

## Geografia antropica

### Suddivisioni
- Assendelft
- Koog aan de Zaan
- Krommenie
- West-Knollendam
- Westzaan
- Wormerveer
- Zaandam (capoluogo)
- Zaandijk